# Six préludes et fugues (Mendelssohn)
Les Six Préludes et Fugues opus 35 est un cycle de pièces pour piano de Felix Mendelssohn composé entre 1827 et 1837. Recueil inspiré du choral et de la fugue baroque magnifiée par Jean-Sébastien Bach, son ami fidèle Robert Schumann écrivit à son sujet : « ce ne sont pas seulement des fugues travaillées avec la tête et avec la recette, mais des morceaux de musique tout jaillis de l'esprit et développés suivant le mode poétique».

## Structure
1. Prélude et Fugue en mi mineur: prélude allegro con fuoco, fugue andante espressivo
2. Prélude et Fugue en ré majeur: prélude allegretto, fugue tranquillo e sempre legato
3. Prélude et Fugue en si mineur:prélude prestissimo, fugue allegro con brio
4. Prélude et Fugue en la bémol majeur: prélude con moto, fugue con moto ma sostenuto
5. Prélude et Fugue en fa mineur: prélude andante lento, fugue allegro con fuoco
6. Prélude et Fugue en si bémol majeur: prélude maestoso moderato, fugue allegro con brio

## Source
- François-René Tranchefort, Guide de la musique de piano, éd. Fayard 1987 p. 492  (ISBN 2-213-01639-9)